# Centrovarioplana tenuis
Centrovarioplana tenuis és una espècie de triclàdide marícola que habita l'Antàrtida. És l'única espècie coneguda de la família dels Centrovarioplananidae.